# يودت هاوزر
جوديث هاوزر (بالألمانية: Judith Hauser)‏ هي لاعبة جمباز إيقاعي ألمانية، ولدت في 23 سبتمبر 1992 في بفورتسهايم في ألمانيا.

## وصلات خارجية
- يودت هاوزر على موقع الاتحاد الدولي للجمباز (biography) (الإنجليزية)
- يودت هاوزر على موقع أوليمبيديا (الإنجليزية)
- يودت هاوزر على موقع اللجنة الأولمبية الألمانية (الألمانية)